# Marketing socialmente responsable
El marketing socialmente responsable es una filosofía de marketing según la cual una empresa debe tener en cuenta la siguiente cuestión: "¿qué es más beneficioso, en el momento actual y a largo plazo, para la sociedad?"

### Resumen
El marketing socialmente responsable critica el consumismo excesivo y los daños ambientales causados por las grandes empresas. Se basa en la idea de que la oferta del mercado no debe guiarse solo por el ánimo de lucro, sino que también debe reforzar los valores sociales y éticos, en beneficio de los ciudadanos.
"Las empresas ya no pueden tomar decisiones sin tener en cuenta la sostenibilidad, ya que su reputación y su crecimiento económico están íntimamente ligados a su conciencia social y a su ética."  Casado A, Rivero L, (2024), Marketing socialmente responsable.
La idea del marketing socialmente responsable es a veces vista como una extensión del concepto de Responsabilidad Social Empresarial (RSE). Se promueve la RSE como un modelo de negocio que ayuda a las empresas a autorregularse, al reconocer que sus actividades afectan una variedad de partes interesadas, incluido el público en general. A veces se describe la RSE como una pirámide, con lo económico en su base, luego lo jurídico y ético, y lo filantrópico en el punto más alto. Es en estas dos últimas capas de la pirámide de la RSE, la ética y la filantrópica, donde surgen la mayor parte de las que oportunidades de marketing socialmente responsable. La conjunción de las dos primeras capas, la económica y la jurídica, es necesaria para que un negocio prospere y pueda involucrarse en las dos últimas.

### Marketing socialmente responsable y ética
La responsabilidad social del marketing se relaciona a menudo con la ética. La diferencia entre los dos términos consiste en que, por una parte, lo que se considera ético en términos empresariales, sociales e individuales puede no coincidir y, por otra, no todas las acciones empresariales tienen necesariamente que ser socialmente responsables para poder ser consideradas éticas. Según ciertas visiones existentes sobre el comportamiento socialmente responsable, para que las acciones de marketing reciban dicha calificación no basta con que cumplan las normas de éticas empresarial mínimamente exigibles, sino que deben excederlas voluntariamente.

### Como respuesta al marketing convencional
El marketing socialmente responsable surgió como respuesta a prácticas de marketing cuestionables, con efectos adversos en la sociedad. Las mayores críticas de carácter económico que recibe el sistema convencional de marketing son las siguientes:
1. Las estrategias de marketing convencional generalmente conducen a precios elevados. Debido al tamaño de la cadena de intermediarios en la comercialización, la distribución de productos a los consumidores cuesta mucho. Como consecuencia, los individuos pagan primas más altas por los productos y servicios que reciben.
2. El marketing contemporáneo depende mucho de una promoción y una publicidad agresivas. Para compensar los costes, las empresas cobran precios más altos, con márgenes excesivos.
3. La diferenciación de producto es uno de los instrumentos de marketing más utilizados, que no solo crea un valor psicológico artificial que se asocia a las marcas más caras, sino que también suscita preocupaciones ambientales relacionadas con el envasado y el embalaje.  El marketing socialmente responsable rechaza toda práctica de marketing engañosa sobre fijación de precios, promoción, envasado y embalaje, aunque pueda parecer técnicamente legal.

Además de sus implicaciones económicas, el marketing ejerce un impacto significativo en los valores de la sociedad. Los defensores del marketing socialmente responsable argumentan que el sistema actual crea necesidades falsas, animando, por ejemplo, a la gente a comprar más de lo que realmente necesita, inyectándole un deseo constante de posesión material que conduce a un gasto excesivo. Una obsesión excesiva con respecto de los bienes materiales puede, a la larga, causar daños a la sociedad en su conjunto. El beneficio empresarial no debe eclipsar el beneficio colectivo de la sociedad. Por ello, el marketing socialmente responsable llama la atención sobre los "costes sociales" que suponen la comercialización, la venta y el consumo de bienes . Hace un llamamiento en favor de un sistema de marketing que contribuya a la sostenibilidad social y ambiental, al tiempo que genera beneficios para las empresas.

## Tipos
Existen varios conceptos relacionados con el marketing que se encuentran bajo el paraguas de marketing socialmente responsable, incluyendo los siguientes: marketing social, marketing con causa, marketing ambiental o verde, «enviropreneurial» marketing, calidad de vida, y compras socialmente responsables.

### Marketing ilustrado
La filosofía del marketing ilustrado es un concepto que se encuentra bajo el paraguas del marketing socialmente responsable. El marketing ilustrado señala que "las actividades de marketing de una empresa deben ayudar a un mejor rendimiento a largo plazo del sistema de marketing. Este concepto consta de cinco principios: marketing orientado al consumidor, marketing innovador, marketing de valores, marketing con sentido de misión y marketing social.
En el marketing orientado al consumidor, la empresa "organiza sus actividades de marketing desde el punto de vista del consumidor." Las actividades de marketing se centran en un usuario definido.
El marketing innovador establece que una empresa debe seguir mejorando sus productos y acciones de marketing, ya que si no lo hace corre el riesgo de perder clientes que acudirán a un competidor que sí lo haga.
El principio de marketing de valor sostiene que una empresa "debe dedicar la mayor parte de sus recursos en inversiones de marketing de creación de valor".  Una crítica que se hace al marketing es su enfoque cortoplacista, al ofrecer mejoras de menor importancia y promociones. El marketing de valor busca la fidelización a largo plazo del cliente, añadiendo un valor significativo a la oferta que se hace al consumidor.
El marketing con sentido de misión propone que la misión de la empresa se defina "en amplios términos sociales" y no "en términos limitados al producto." Esta técnica contextualiza el objetivo de negocio de tal manera que la organización puede marchar en pos de un sentido de sumisión más profundo.
El principio de marketing social requiere de la empresa que tenga en cuenta "lo que los consumidores quieren y sus intereses a largo plazo, las necesidades de la empresa y los intereses a largo plazo de la sociedad."

## Beneficios para las empresas
La práctica del marketing socialmente responsable tiene muchas ventajas para las empresas que deciden adoptarlo. 
En lo que respecta a ventajas financieras, los gobiernos establecen una serie de reducciones de impuestos y otros beneficios que incentiva a a las empresas de diferentes sectores a ser más socialmente responsable. Por ejemplo, las empresas que reducen sus niveles de contaminación y de emisiones de carbono reciben a menudo exenciones fiscales y otros activos por el hecho de colaborar en el movimiento en pro de una mayor conciencia ambiental y responsabilidad.
Incluso en aquellos casos donde no existen beneficios predeterminados como los anteriores que actúen como incentivos, avanzar hacia métodos más socialmente responsables genera a las empresas beneficios a largo plazo. Cuando una compañía reduce proactivamente los métodos de marketing potencialmente dañinos o socialmente perjudiciales y decide promover el bienestar público a través de sus productos, puede hacer innecesaria la creación de obstáculos legislativo y regulatorios en el futuro. Dicho de otra manera: cuando una empresa hace un esfuerzo concertado para ser socialmente responsable desde el principio, da menos motivos al gobierno para crear impuestos o restricciones adicionales a su negocio, lo que ayudará a la empresa a largo plazo.
Del mismo modo, la responsabilidad social en el marketing ayuda a garantizar que una empresa está efectivamente siguiendo las reglas, y esto no solo infunde confianza en la clientela, sino que también ayuda a mantener la empresa alejada de cualquier tipo de problemas legales o en sus relaciones públicas.
Los clientes también valoran la responsabilidad social y, como resultado, las empresas pueden incrementar y mantener su negocio más fácilmente. Por ejemplo, si una empresa puede obtener una certificación «verde» para su producto, ello redunda en una cierta ventaja competitiva sobre la competencia; al percibir en el producto un valor mayor que en otros, muchos clientes estarán más dispuestos a comprar su producto en lugar de uno que no haya obtenido una certificación «verde». Además, este tipo de cosas puede incidir en la fidelidad y buena predisposición de los clientes, y hacer que los consumidores no solo se sientan más satisfechos de comprar el producto la primera vez, sino también más a gusto con la idea de comprarlo otra vez. El marketing socialmente responsable tiene sentido como estrategia de negocio porque no solo amplía y expande la base de clientes, sino que aumenta la probabilidad de fidelizarlos y conseguir que compren nuevamente sus productos en el futuro.